# Chi1 Hydrae
Chi1 Hydrae ( Hydrae) é uma estrela na direção da constelação de Hydra. Possui uma ascensão reta de 11h 05m 20.03s e uma declinação de −27° 17′ 36.9″. Sua magnitude aparente é igual a 4.92. Considerando sua distância de 142 anos-luz em relação à Terra, sua magnitude absoluta é igual a 1.73. Pertence à classe espectral F3IV/V.